# Теорема Фенхеля — Моро

Функція, яка не напівнеперервна знизу. За теоремою Фенхеля — Моро, ця функція не дорівнює своїй другій спряженій.

Теорема Фенхеля — Моро — необхідна і достатня умова того, що дійснозначна функція дорівнює своєму дворазовому опуклому спряженню. При цьому для будь-якої функції вірно, що {\displaystyle f^{**}\leqslant f} .
Твердження можна розглядати як узагальнення теореми про біполяру. Її використовують у теорії двоїстості для доведення сильної двоїстості (через функцію збурень).
Для скінченного випадку теорему довів Вернер Фенхель 1949 року і для нескінченновимірного — Жан-Жак Моро 1960 року.

## Твердження теореми
Нехай {\displaystyle (X,\tau )} — гаусдорфів локально опуклий простір. Для будь-якої функції зі значеннями на розширеній числовій прямій {\displaystyle f:X\to \mathbb {R} \cup \{\pm \infty \}} випливає, що {\displaystyle f=f^{**}}, де {\displaystyle f^{*}} — опукле спряження до {\displaystyle f} тоді й лише тоді, коли виконується одна з таких умов:
1. {\displaystyle f} є власною опуклою функцією[en] напівнеперервною знизу і опуклою функцією,
2. {\displaystyle f\equiv +\infty }, або
3. {\displaystyle f\equiv -\infty }[1][4][5].

У геометричному формулюванні теорема стверджує, що необхідною та достатньою умовою того, щоб надграфік функції був перетином надграфіків афінних функцій, є опуклість і замкнутість цієї функції.